# Christianisme en Mongolie
Le christianisme en Mongolie et particulièrement le nestorianisme, a été la religion dans laquelle ont été élevés plusieurs Khagans, à la suite du mariage de Tolui fils de Gengis Khan à une nestorienne. Le recensement de 2010 dénombre 2,1 % de chrétiens parmi les 2 754 685 habitants du pays.
En Mongolie-Intérieure, demeurée chinoise après l'indépendance de la Mongolie en 1911, on trouve également quelques églises, notamment dans la capitale, Hohhot.

## Histoire

Les églises de l'Orient au Moyen Âge : tout au long de leur parcours, les pèlerins trouvaient des communautés chrétiennes avec des églises et monastères pour les héberger

Christianisme syriaque en Asie

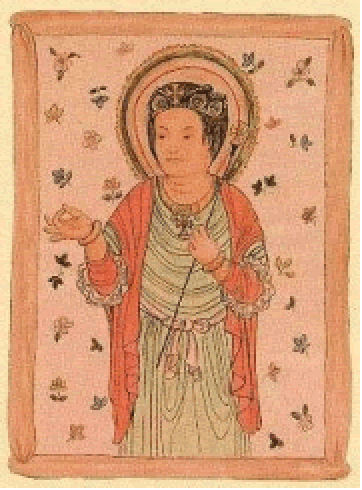
évêque nestorien mongol du XIIIe

La mère de Gengis Khan, Hö'elün était membre de la tribu des Merkit, une tribu qui sera au moins partiellement christianisée.
Au XIIIe siècle, au sein de l'empire mongol, parmi les descendants de Gengis Khan, Tuluy, son fils préféré, épousa la princesse Soyughaqtani, une Kéraït et fit bâtir une église néstorienne. Leurs fils Möngke et Kubilai lui succéderont tous deux comme Khagan et seront élevés avec leurs frères Houlagou et Ariq Boqa dans la foi chrétienne, mais la yassa mongole leur interdit d'être baptisés. Sous les règnes de Ögödei, Güyük et Möngke, le christianisme continua à se développer suivant les rites de l'Église nestorienne,.
Les nestoriens étaient toujours actifs durant la dynastie Yuan en Mongolie intérieure, notamment à Wulan-Chabu où les Öngüt contrôlaient les points de passage entre l'actuel Shanxi, Pékin et la Mongolie.
Des franciscains ont voyagé dans l'Empire mongol avant et pendant la dynastie Yuan (période au cours de laquelle il englobe la Chine), notamment Jean de Plan Carpin (1245 — 1247), Guillaume de Rubrouck (1253 — 1254) et Jean de Montecorvino (1294 — 1328).
Le Royaume d'Arménie, chrétien, et les communautés chrétiennes d’Asie comme les nestoriens s'appuyèrent sur les Mongols (Tartares). Louis IX (dit Saint Louis) fit alliance avec eux contre les Sarrasins. Ces échanges furent à l'origine d'une influence hindouiste, bouddhique et plus généralement orientale dans l'art chrétien.
En 1874, le Diocèse de Xiwanzi (à Xiwangzi 西弯子 / 西彎子, xīwānzǐ), Suiyuan, actuelle ville de Hohhot, en Mongolie-Intérieure, devint le siège du premier vicariat apostolique de Scheut. Il servit alors de refuge aux Lazaristes exposés aux persécutions de la moitié du XIXe siècle. Des colonnes de soldats russes se portèrent au secours des missionnaires Scheutistes en décembre 1900.
Le 14 mars 1922, la mission sui juris d'Ourga est fondée. Le poste de supérieur est vacant à partir de 1931. En 1991, la Mongolie et le Saint-Siège établissent des relations diplomatiques, permettant le retour des missionnaires. La mission est érigée en préfecture apostolique d'Oulan-Bator le 8 juillet 2002. Wenceslao Selga Padilla, d'abord supérieur de la mission sui juris puis préfet apostolique, est nommé évêque en 2003 et occupe cette fonction jusqu'à sa mort en 2018. Son successeur est le cardinal Giorgio Marengo.

## Aujourd'hui

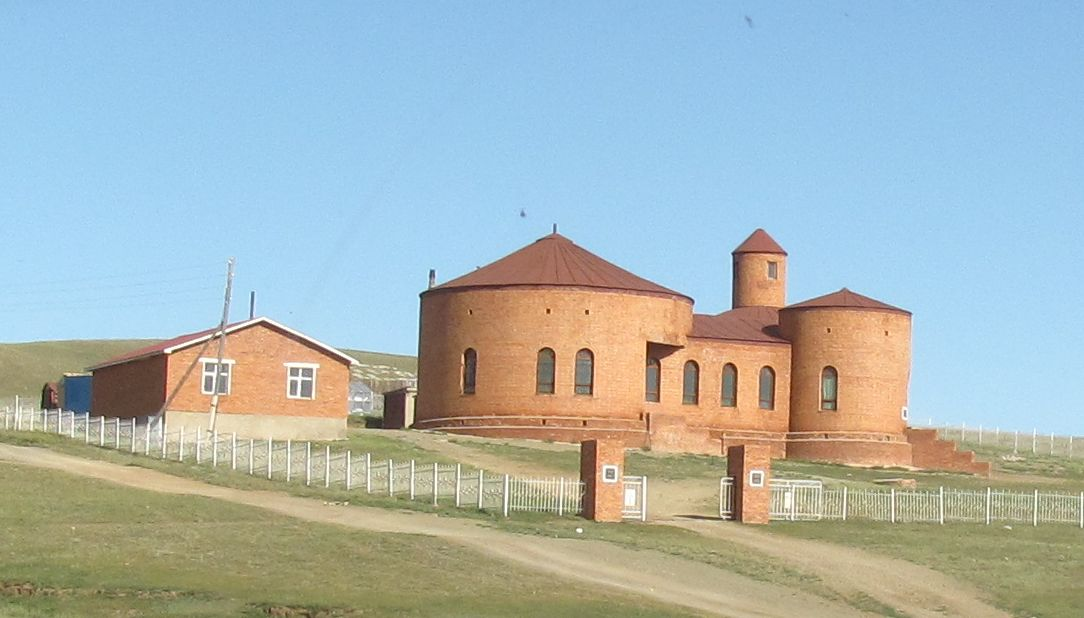
église protestante à Zuunmod, Tov Aimag

Selon le recensement de 2010, il y avait 41 117 chrétiens âgés d'au moins 15 ans, soit 2,1% de la population totale.
Le pape François s’est rendu en Mongolie du 31 aout au 4 septembre 2023.

## Annexes

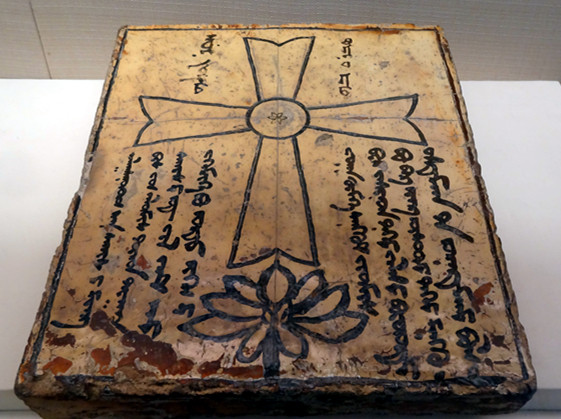
Épitaphe nestorienne de la dynastie Yuan, provenant de Chifeng, comportant du syriaque, du mongol ouïghour, une croix et une fleur de lotus.